# San Nazzaro (Ticino)
San Nazzaro és un municipi del cantó de Ticino (Suïssa), situat al districte de Locarno.